# San Pedro del Romeral
San Pedro del Romeral és un municipi de la Comunitat Autònoma de Cantàbria. Es troba en la comarca de Pas i limita al nord i est amb Vega de Pas, a l'oest amb Luena i al sud amb la província de Burgos.

## Localitats
- Alar, 97 habitants en 2006 (INE).
- Aldano, 23 hab.
- Bustaleguín, 37 hab.
- Bustiyerro-El Rosario, 52 hab.
- Hornedillo, 17 hab.
- La Peredilla, 24 hab.
- San Pedro del Romeral (Capital), 160 hab.
- La Sota, 83 hab.
- Vegaloscorrales, 48 hab.
- Vegalosvados, 20 hab.

## Demografia
| 1900  | 1910  | 1920  | 1930  | 1940  | 1950  | 1960  | 1970  | 1980  | 1990 | 2000 | 2007 |
| ----- | ----- | ----- | ----- | ----- | ----- | ----- | ----- | ----- | ---- | ---- | ---- |
| 1.078 | 1.132 | 1.223 | 1.202 | 1.265 | 1.195 | 1.165 | 1.011 | 1.015 | 957  | 645  | 565  |

Font: INE

## Administració
| Eleccions municipals, 23 de maig de 2003 |      |        |          |
| Partit                                   | Vots | %      | Regidors |
| PRC                                      | 292  | 60,33% | 4        |
| PP                                       | 191  | 39,46% | 3        |

| Eleccions municipals, 27 de maig de 2007 |      |        |          |
| Partit                                   | Vots | %      | Regidors |
| PRC                                      | 368  | 79,65% | 6        |
| PP                                       | 90   | 19,48% | 1        |